# Aubade
Aubade, česky jako „svítáníčko“ (z franc. aube, „svítání, rozbřesk, úsvit“, španělsky alborada, v německém prostředí Morgenständchen) je hudební žánr vzniklý na přelomu 17. a 18. století, a to buď jako skladba pro samotný zpěv, zpěv s doprovodem, nebo jen instrumentální). Útvar lze chápat jako protiklad k serenádě – „večernímu zastaveníčku“ (něm. Abendständchen).
Známým příkladem z 19. století je tzv. Siegfried-Idyll Richarda Wagnera, kterou skladatel věnoval jako „Tribscher Idyll mit Fidi-Vogelgesang und Orange-Sonnenaufgang“ (Tribschenská idylka s Fidiho ptačím zpěvem a oranžovým východem slunce) k Vánocům 1870 své manželce Cosimě. Skladba byla provedena na první svátek vánoční jako „symphonischer Geburtstagsgruß“ (symfonické narozeninové přání) ke 33. narozeninám na schodišti tribschenského domu hudebníky Tonhalle-Orchester Zürich pod vedením Hanse Richtera.